# 少辅增一
大熊座27，又名BD+72 466，HD 83506、SAO 6936、HR 3839，是大熊座的一颗恒星，视星等为5.17，位于銀經139.45，銀緯38.23，其B1900.0坐标为赤經9h 33m 45.1s，赤緯+72° 38.23′ 26″。